# Zagwe-Dynastie
Zagwe-Dynastie bedeutet „Die Dynastie der Agau“. Sie beherrschte Äthiopien nach dem Ende des Königreichs von Aksum längstens von etwa 930 bis 1270, als Yekuno Amlak den letzten Zagwe-König besiegte und tötete. Ihr bekanntester König war Gebra Maskal Lalibela, der die Felsenkirchen von Lalibela bauen ließ.
Der äthiopische Historiker Tadesse Tamrat behauptet, dass im Gegensatz zur Praxis späterer Herrscher über Äthiopien unter der Zagwe-Dynastie (nach den Erbschaftsregeln der Agaw) der Bruder des Königs der Thronfolger war.

## Geschichte
Die Zagwe-Dynastie kam aus einer christlichen fürstlichen Familie der Agau. Sie verlegten die Hauptstadt von Aksum nach Roha in Lasta.
Die Anzahl von Königen dieser Dynastie ist unbestimmt: äthiopische Listen liefern zwischen fünf und sechzehn Namen für die Könige, die dieser Dynastie angehört haben sollen. Übereinstimmend wird König Mara Takla Haymanot, Schwiegersohn des letzten Königs von Aksum, Dil Na'od, als Gründer benannt. Der Name des letzten Königs dieser Dynastie ging jedoch verloren. Alte erhalten gebliebene Chroniken und mündliche Überlieferungen nennen ihn Za-Ilmaknun, was eindeutig ein Pseudonym ist (Taddesse Tamrat übersetzt ihn als „der Unbekannte, der Verborgene“). Verwendet wurde dieser Name kurz nach Ende seiner Herrschaft von der Solomonischen Dynastie und war wohl ein Akt des Damnatio memoriae. Taddesse Tamrat nimmt an, dass dieser letzte Herrscher tatsächlich Yetbarak hieß.